# Mexicaanse bekarde
De Mexicaanse bekarde (Pachyramphus major) is een zangvogel uit de familie Tityridae.

## Verspreiding en leefgebied
Deze soort komt voor in Midden-Amerika en telt vijf ondersoorten:
- P. m. uropygialis: westelijk Mexico.
- P. m. major: oostelijk Mexico.
- P. m. matudai: zuidelijk Mexico en noordelijk Guatemala.
- P. m. itzensis: zuidoostelijk Mexico en Belize.
- P. m. australis: van Guatemala tot Nicaragua.